# Tabanus subjoidus
Tabanus subjoidus är en tvåvingeart som beskrevs av Philip 1959. Tabanus subjoidus ingår i släktet Tabanus och familjen bromsar. Inga underarter finns listade i Catalogue of Life.